# Dechomus
Dechomus is een geslacht van kevers uit de familie somberkevers (Zopheridae).

## Soorten
Deze lijst is mogelijk niet compleet.
- D. fagivorus
- D. sulcicolle